# Gåstjärnarna (Åre socken, Jämtland, 705801-133537)
Gåstjärnarna är en sjö i Åre kommun i Jämtland och ingår i Indalsälvens huvudavrinningsområde. Sjön har en area på 0,0348 kvadratkilometer och ligger 676,7 meter över havet. Sjön avvattnas av vattendraget Anjeströmmen (Vukumanån).

## Delavrinningsområde
Gåstjärnarna ingår i det delavrinningsområde (705808-133527) som SMHI kallar för Utloppet av Gåstjärnarna H.669. Medelhöjden är 691 meter över havet och ytan är 2,05 kvadratkilometer. Det finns inga avrinningsområden uppströms utan avrinningsområdet är högsta punkten. Anjeströmmen (Vukumanån) som avvattnar avrinningsområdet har biflödesordning 2, vilket innebär att vattnet flödar genom totalt 2 vattendrag innan det når havet efter 391 kilometer. Avrinningsområdet består mestadels av skog (11 procent) och kalfjäll (77 procent). Avrinningsområdet har 0,26 kvadratkilometer vattenytor vilket ger det en sjöprocent på 12,7 procent.